# Вигренски национален парк
Вигренски национален парк (на полски: Wigierski Park Narodowy) е един от 23-те национални парка в Полша, част от територията на Подляско войводство. Разположен е в североизточната част на страната, в северния край на Августовската гора. Територията му обхваща предимно гористи терени (63 %), които обграждат езерото Вигри и други водни площи (общо 19 %). Парковата администрация се намира в село Кшиве.
Създаден е на 1 януари 1989 година, с наредба на Министерския съвет от 27 юни 1988 година. Първоначално заема площ от 14 840,06 хектара. През 1997 година площта му е увеличена до 15 085,49 хектара и е създадена буферна зона от 11 283,81 хектара.

## Фотогалерия
- Езеро „Вѝгри“
- Вигренският манастир
- Езеро „Сухари“
- Езеро „Ча̀рне Вигѐрске“
- Сградата на парковата администрация в село Кшиве